# Arnaldo Morano
Arnaldo Morano (Torino, 8 gennaio 1911 – Rosignano Monferrato, luglio 2007) è stato un liutaio italiano.

## Biografia
Comincia a lavorare a 13 anni nel negozio del padre come falegname. Si appassiona alla musica in giovane età e da autodidatta costruisce il suo primo violino. Inizia a lavorare pienamente come liutaio nel 1930 a Rosignano Monferrato, costruendo e restaurando strumenti dei più grandi liutai classici come Antonio Stradivari, Giuseppe Guarneri del Gesù e Giovanni Battista Guadagnini.
Il suo primo quartetto d’archi gli fu commissionato dal conservatorio Giuseppe Verdi di Torino nel 1931: sfortunatamente un violino di questo quartetto è scomparso  durante la seconda guerra mondiale.
Nel 1937 venne premiato fuori concorso a Cremona per due violini presentati fuori concorso.
Un altro quartetto del 1970 ancora integro è di proprietà della Scuola musicale di Fiesole e se ne può apprezzare il suono in quanto viene affidato a giovani musicisti per concerti e concorsi internazionali.
Negli anni dalla sua bottega di via Madonna delle Grazie sono usciti strumenti di grande pregio e sonorità, Morano è oggi ritenuto un liutaio di fama mondiale, da lui si sono formati e specializzati molti liutai, tra tanti Sergio Luigi Bonino che da lui approfondisce la tecnica della verniciatura e del restauro, Roberto Collini, Riccardo Sibilio, Gabriele Negri, allievo e collaboratore dal 1976 al 1982.